# Tortula handelii
Tortula handelii là một loài Rêu trong họ Pottiaceae. Loài này được Schiffner miêu tả khoa học đầu tiên năm 1913.